# アメリカヒバリシギ
アメリカヒバリシギ（アメリカ雲雀鴫、学名：Calidris minutilla）は、チドリ目シギ科に分類される鳥の一種である。

## 形態
体長約12cm。世界のシギ類の中で最も小さい種類で、スズメよりやや小さい。雌雄同色。成鳥夏羽は、頭から背、翼が淡い茶褐色で、顔の眉斑は不明瞭である。喉から下の体の下面は白色。冬羽では、体の上面が灰褐色になり、頭部などに黒褐色の縦斑がはいる。嘴は黒色で、足は黄緑色である。
ヒバリシギとよく似ているが、体が一回り小型なことと、足の長さが短めなこと、体色が赤みを帯びていないことで区別できる。

## 分布
アラスカからカナダ北部で繁殖し、冬季はアメリカ南部から南アメリカ北部に渡り越冬する。
日本では、確実な記録はないとされる。

## 生態
越冬地においては、海岸や干潟に生息し、群れを形成する。
「クリィーッ」、「プリーッ」などと鳴く。